# Operatore di trasporto multimodale
L'operatore di trasporto multimodale, sigla OTM, è una figura professionale del campo dei trasporti, al pari dello spedizioniere o del doganalista.
In origine per ciascun tipo di trasporto (marittimo, aereo, ferroviario ecc.) veniva emesso uno specifico documento utilizzabile esclusivamente per merci caricate sul mezzo relativo (nave, aeromobile, treno ecc.) ed avente caratteristiche e regolamentazione spiccatamente differenziate.
Ognuno di questi documenti, tuttora utilizzati, fornisce informazioni necessarie per il movimento delle merci, svolge funzione di ricevuta, di prova del contratto di trasporto e, in alcuni casi (polizza di carico, delivery order) funge anche da documento rappresentativo delle merci.
In questi ultimi tempi si sono largamente sviluppati i trasporti mediante unità di carico (container) che utilizzano più mezzi di trasporto in successione. Questo tipo di trasporto viene denominato combinato o meglio, se i mezzi diversi sono più di due, multimodale.
Con i vecchi criteri questo tipo di trasporto avrebbe richiesto da parte di ciascun vettore responsabile per la tratta di competenza l'emissione di un documento differente per ogni tipo di mezzo su cui le merci viaggiavano.  
Per un singolo carico si avevano quindi più responsabili (soggetti a regolamentazioni diverse) con grave pregiudizio della snellezza della spedizione e dell'accertamento di eventuali responsabilità in caso di danno.
La Camera di Commercio Internazionale (CCI), allo scopo di ovviare a questi inconvenienti, ha promosso la formulazione di un nuovo tipo di documento, chiamato dapprima Documento di trasporto combinato e successivamente Documento di trasporto multimodale.
Questo documento copre tutto il tragitto della merce dalla partenza all'arrivo ed è impegnativo per tutti i partecipanti al trasporto.
La relativa regolamentazione è contenuta nella brochure della CCI n. 481. 
È stata così creata la figura dell'operatore di trasporto multimodale (O.T.M.) intendendo per tale il soggetto che prende in carico una determinata merce in un determinato luogo (anche diverso da un porto, aeroporto o stazione ferroviaria) impegnandosi a trasportarla al luogo di destinazione (che anch'esso può non coincidere con porti, aeroporti o stazioni).
L'O.T.M., sia che esegua il trasporto con propri mezzi, sia che provveda a farlo eseguire da altri, è garante della  buona esecuzione del trasporto e responsabile di ogni perdita o danno che le merci subiscano dal momento della presa in carico fino a quello della consegna.
L'O.T.M. emette un documento di trasporto onnicomprensivo che può essere in forma negoziabile (all'ordine o al portatore) oppure non negoziabile (nominativo).
- In caso di documento negoziabile l'O.T.M. è liberato dai suoi obblighi se, in buona fede, consegna le merci contro ritiro dell'originale del documento.
- In caso di documento nominativo l'O.T.M. è liberato dalla sua obbligazione  se effettua la consegna al destinatario indicato o a un suo rappresentante.